# Enzo Corti
Enzo Corti (ur. w 1944 roku w Mediolanie, zm. 24 marca 1971 roku w Bolonii) – włoski kierowca wyścigowy.

## Kariera
Corti rozpoczął karierę w międzynarodowych wyścigach samochodowych w 1967 roku od startu w wyścigu Gran Premio di Enna-Pergusa, w którym uplasował się na czwartej pozycji. W późniejszych latach Włoch pojawiał się także w stawce Solituderennen, Critérium du Nivernais, Trofeo Bruno e Fofi Vigorelli, Europejskiej Formuły 2, Grand Prix d'Albi, Gran Premio della Lotteria di Monza oraz nternationales ADAC-Eifelrennen.
W Europejskiej Formule 2 Włoch startował w latach 1968-1970. Jedynie w sezonie 1969 zdobywał punkty. Z dorobkiem dwóch punktów uplasował się wówczas na osiemnastej pozycji w klasyfikacji generalnej.